# GF series
GF series(じーえふしりーず)は、東芝と池上通信機とで共同開発した半導体メモリを使った放送用記憶媒体である。

## 概要
パナソニックのP2やソニーのXDCAMなど、ビデオテープに代わる新しいメディアへと移行する中、半導体メモリで実績のある東芝と放送用カメラで実績のある池上通信機が、新たな記憶媒体を使った放送用映像制作システム『GF series』を製品化すると2007年のNABショーで発表。2008年6月に発売開始した。
記憶媒体のGFPAKは、高速転送のシリアルATAとノンリニア編集機に直接繋ぐことが出来る汎用型のUSBの双方を兼ね備えた半導体メモリのリムーバブルメディア。16GB、32GB、64GB、128GBの4種類があり、記録フォーマットはMPEG2のI-frame only 100MbpsとLONG GOP 50Mbpsの2種類。コンテナフォーマットにSMPTEのMXFを採用。
製品の製造は、ビデオカメラ（GF CAM）を池上が担当し、記憶媒体（GF PAK）やレコーダ（GF STATION）、プレーヤ（GF PLAYER）などの機器を東芝が担当している。

## 仕様
- 圧縮フォーマット: I-frame only 、Long GOP
- コンテナフォーマット: MXF
- 容量: 16GB、 32GB、 64GB、128GB